# Paul Johansson
Paul Joseph Otto Johansson (ur. 26 stycznia 1964 w Waszyngtonie) – amerykański aktor, występował w roli Dana Scotta z serialu Pogoda na miłość. Jest synem legendarnego hokeisty Earla „Chinga” Johanssona.

## Filmografia

### Aktor
- 2016: Dawno, dawno temu jako Gabriel
- 2007: Toxic jako Gus
- 2006: Novel Romance jako Jake
- 2006: Alpha Dog jako Pete Johansson
- 2005: Unscripted jako on sam (gościnnie)
- 2004: Pamiętnik (The Notebook) jako były chłopak mamy Allie (niewymieniony w czołówce)
- 2004: Teoria miłości (Window Theory) jako Stu
- 2003–2012: Pogoda na miłość (One Tree Hill) jako Dan Scott
- 2002: John Q jako Tuck Lampley
- 2002: U progu szaleństwa (Edge of Madness) jako Henry Mullen
- 2002: Darkness Falling jako Sean Leonard
- 2001: Berserker jako Barek
- 2000–2004: Bez pardonu (The District) jako ojciec (gościnnie)
- 2000: Anioły w maskach (Glory Glory) jako Wes
- 2000: Ostatni taniec (The Last Dance) jako Charlie
- 2000–2005: Andromeda jako Guderian (gościnnie)
- 1999: Wyspa Nadziei (Hope Island) jako Steve Kramer (gościnnie)
- 1999: Władca życzeń II (Wishmaster 2: Evil Never Dies) jako Gregory
- 1998–2001: Pierwsza fala (First Wave) jako Hatcher (gościnnie)
- 1998: Carnival of Souls jako Michael
- 1998–1999: Nieśmiertelna (Highlander: The Raven) jako Nick Wolfe
- 1998–2005: Da Vinci’s Inquest jako Tom Sprawl (gościnnie)
- 1997–2002: Dharma i Greg (Dharma & Greg) jako Leonard (gościnnie)
- 1997–1998: Gracze (Players) jako Jeff Tylor (gościnnie)
- 1997–2002: Ziemia: Ostatnie starcie (Earth: Final Conflic) jako Sloane (gościnnie)
- 1997: Ed McBain’s 87th Precinct: Heatwave jako Bert Kling
- 1997–1999: Fatalny rewolwer (Dead Man’s Gun) jako Sanford Hogan (gościnnie)
- 1997: Jak jej nie kochać (She’s so Lovely) jako Intern 2
- 1996–2007: Siódme niebo (7th Heaven) jako Tom Harrison (gościnnie)
- 1996: Ed McBain’s 87th Precinct: Ice jako Bert Kling
- 1995–2004: The Drew Carey Show jako Ron Higgins (gościnnie)
- 1995–1996: Lonesome Dove: The Outlaw Years jako Austin Peale
- 1994: Lonesome Dove: The Series jako Austin Peale (gościnnie)
- 1993: Midnight Witness jako Paul
- 1992: Kiedy kończy się zabawa (When the Party’s Over) jako Henry
- 1992: Oddział specjalny II (Martial Law II: Undercover) jako Spencer Hamilton
- 1991: Babka z zakalcem (Soapdiss) jako Blair Brennan/Bolt
- 1990–2000: Beverly Hills 90210 jako John Sears (gościnnie)
- 1990–1993: Parker Lewis (Parker Lewis Can’t Lose) jako Nick Comstock (1991–1993)
- 1990: Laker Girls jako Bart Jeffris
- 1989: Bikini (Swimmsuit)
- 1984–1993: Santa Barbara jako Greg Hughes

### Reżyser
- 2003: The Incredible Mrs. Ritchie
- 1998: Conversations in Limbo

### Scenariusz
- 2003: The Incredible Mrs. Ritchie
- 1998: Conversations in Limbo

### Kompozytor
- 1984–1993: Santa Barbara